# Joanne Moyle
Joanne Marie Moyle, coniugata Metcalfe (Adelaide, 13 aprile 1969), è un'ex cestista australiana.

## Carriera
Con l'Australia ha disputato i Campionati del mondo del 1990, segnando 31 punti in 7 partite.